# پان فیهونگ
پان فیهونگ (潘 飞鸿؛ زادهٔ ۱۷ ژوئیهٔ ۱۹۸۹) ورزشکار روئینگ اهل چین است.
وی در مسابقات کشوری و بین‌المللی در مجموع برندهٔ ۱ مدال برنز شده‌است.